# مدل‌سازی آمیخته بازاریابی

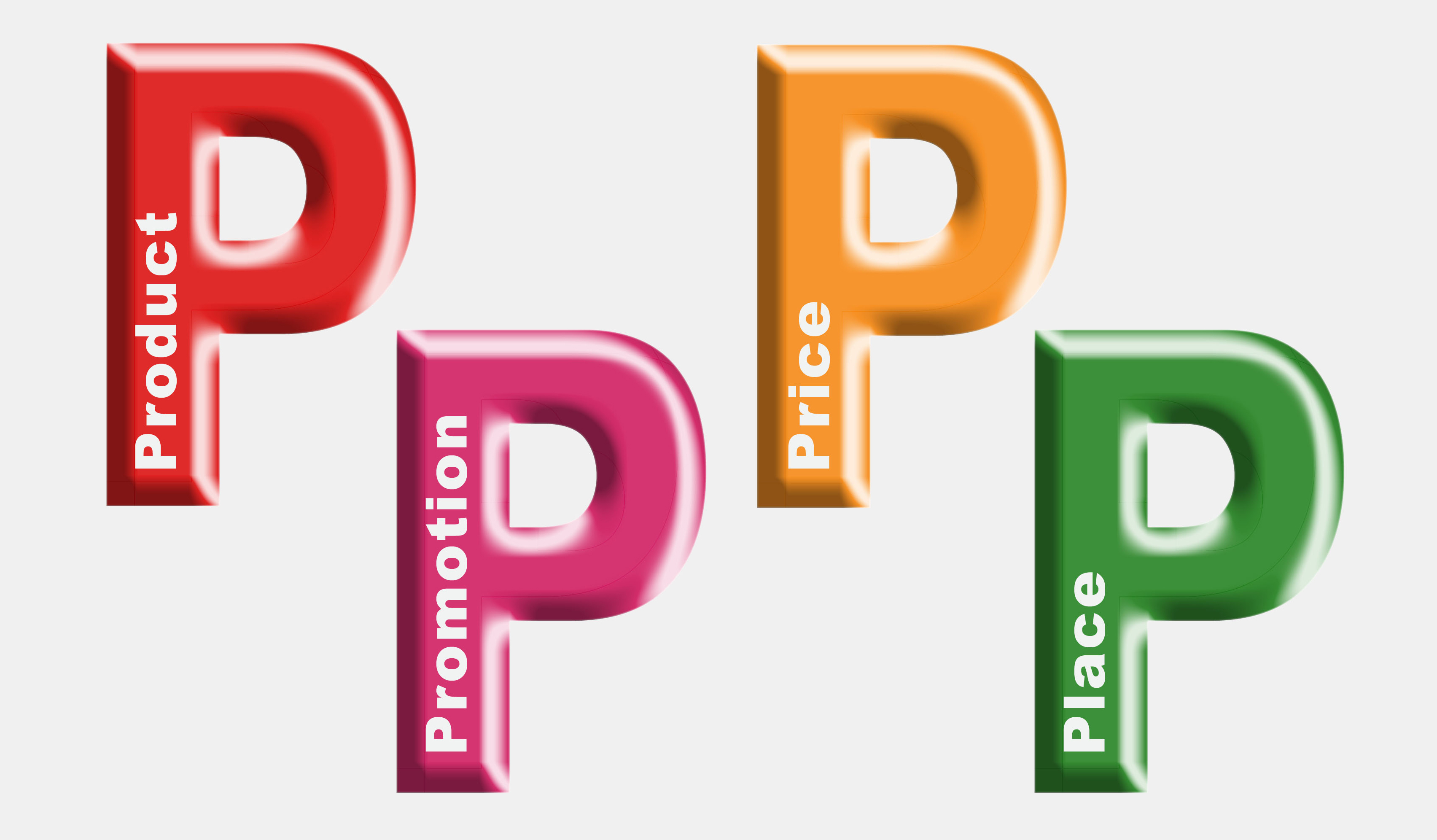
4Pها سنگ بنای رویکرد مدیریتی بازاریابی از دهه ۱۹۶۰ بوده‌اند.

مدل‌سازی آمیخته بازاریابی (به انگلیسی: Marketing mix modeling) مدلسازی آمیخته بازاریابی (MMM) برای تخمین تأثیر تاکتیک‌های مختلف بازاریابی (آمیخته بازاریابی) بر فروش استفاده می‌شود، که سپس می‌توان از آن برای پیش‌بینی تأثیر مجموعه‌های تاکتیک‌های آینده استفاده کرد. MMMها از مدل‌های آماری مانند رگرسیون چند متغیره استفاده می‌کنند و از داده‌های سری زمانی فروش و بازاریابی استفاده می‌کنند. آنها اغلب برای بهینه‌سازی ترکیب تبلیغات و تاکتیک‌های تبلیغاتی با توجه به فروش، درآمد یا سود استفاده می‌شوند.
این تکنیک‌ها توسط شرکت‌های مشاوره تخصصی همراه با دانشگاهیان توسعه داده شد و برای اولین بار برای کالاهای تند گردش به کار رفت، زیرا تولیدکنندگان آن کالاها به داده‌های دقیق در مورد پشتیبانی فروش و بازاریابی دسترسی داشتند. و فشار برای اندازه‌گیری و بهینه‌سازی هزینه‌های بازاریابی باعث افزایش محبوبیت به عنوان یک ابزار بازاریابی شده است.

## تاریخچه
زیربنای MMMها مفهوم آمیخته بازاریابی است که به عنوان مجموعه ای از متغیرها تعریف می‌شود که یک شرکت می‌تواند برای برآورده کردن خواسته‌های
مشتریان خود تغییر دهد. این اصطلاح توسط نیل بوردن، که ادعا می‌کند استفاده از این عبارت را در حدود سال ۱۹۴۹ برای تدریس و نوشتن خود آغاز کرده است، ایجاد شد. او همکارش جیمز کالیتون «آمیخته بازاریابی» به شرح زیر می‌داند:
یک مدیر یک مخلوط کننده از مواد است، که گاهی اوقات دستور العمل را دنبال می‌کند، گاهی اوقات دستور العمل را با مواد اولیه در دسترس تطبیق می‌دهد، و گاهی اوقات موادی را آزمایش می‌کند یا اختراع می‌کند که هیچ‌کس دیگری امتحان نکرده است.
بعلاوه، طبق گفته بوردن، مدیر بازاریابی باید «نیروهای رفتاری را بسنجید و سپس عناصر بازاریابی را در ترکیب کند با نگاه دقیق به منابعی که باید با آنها کار کند،»
4Pها سنگ بنای رویکرد مدیریتی بازاریابی از دهه ۱۹۶۰ بوده‌اند
در شروع مشخص کردن این «مواد تشکیل دهنده» آمیخته بازاریابی، E. Jerome McCarthy اولین بار بود که چهار P بازاریابی را پیشنهاد کرد:
قیمت،
ترویج،
محصول و
مکان (توزیع).
هر کدام متداول‌ترین متغیرهای مورد استفاده در ساخت آمیخته بازاریابی را تشکیل می‌دهند. به گفته مک‌کارتی، بازاریابان اساساً این چهار متغیر را دارند که می‌توانند در هنگام ایجاد یک استراتژی بازاریابی و نوشتن یک برنامه بازاریابی از آنها استفاده کنند. در بلند مدت، هر چهار متغیر ترکیبی را می‌توان تغییر داد، اما در کوتاه مدت، تغییر محصول یا کانال توزیع دشوار است.
در دهه ۱۹۸۰، برنارد بومز و مری بیتنر مدلی متشکل از هفت P ساختند. آنها «افراد» را به لیست متغیرهای موجود اضافه کردند تا اهمیت عنصر انسانی را در تمام جنبه‌های بازاریابی تشخیص دهند. آنها «فرایند» را اضافه کردند تا این واقعیت را منعکس کند که خدمات، بر خلاف محصولات فیزیکی، به عنوان یک فرایند در زمان خرید تجربه می‌شوند.

## مدل آمیخته بازاریابی
مدل‌سازی آمیخته بازاریابی (MMM) یک رویکرد تحلیلی است که از اطلاعات تاریخی برای تعیین کمیت تأثیر فعالیت‌های بازاریابی بر فروش استفاده می‌کند. نمونه‌ای از اطلاعاتی که می‌توان از آن استفاده کرد، داده‌های محل فروش (مجموعه‌ای از فعالیت‌های خرده‌فروشی محصول در مجموعه‌ای از پارامترهای انتخابی، مانند دسته محصول یا بازار جغرافیایی) و داده‌های داخلی شرکت‌ها است. از نظر ریاضی، این کار با ایجاد رابطه همزمان بین فعالیت‌های مختلف بازاریابی با فروش با استفاده از یک معادله رگرسیون خطی یا غیر خطی انجام می‌شود. MMM اثربخشی هر یک از عناصر بازاریابی را با کمک آن به حجم فروش، اثربخشی (حجم تولید شده توسط هر واحد تلاش)، کارایی (حجم فروش تولید شده تقسیم بر هزینه) و بازگشت سرمایه (ROI) تعریف می‌کند. این بینش‌ها به تنظیم تاکتیک‌ها و استراتژی‌های بازاریابی، بهینه‌سازی هزینه‌های بازاریابی، و پیش‌بینی فروش و در عین حال شبیه‌سازی سناریوهای مختلف کمک می‌کنند.
یک MMM با یک مدل آماری با حجم/ارزش فروش به عنوان متغیر وابسته تنظیم می‌شود در حالی که متغیرهای مستقل تلاش‌های بازاریابی مختلف هستند. متغیرهای مستقل شامل متغیرهای پایه و افزایشی هستند. متغیرهای پایه را می‌توان به فروش پایه و درایورهای پایه تقسیم کرد. فروش پایه، فروش پیش فرضی است که شرکت در صورت عدم انجام تبلیغات به آن دست می‌یابد، که به ارزش ویژه برند در طول زمان نسبت داده می‌شود. محرک‌های پایه عبارتند از قیمت، توزیع، فصلی بودن، و عوامل کلان اقتصادی مؤثر بر فروش محصول. به‌طور مشابه، متغیرهای افزایشی را می‌توان به فروش افزایشی و محرک‌های افزایشی تقسیم کرد. پس از ایجاد متغیرها، چندین تکرار برای ایجاد مدلی انجام می‌شود که روندهای حجم/مقدار را به خوبی توضیح می‌دهد. اعتبار سنجی‌های بیشتر، یا با استفاده از داده‌های اعتبارسنجی، یا با سازگاری نتایج تجاری انجام می‌شود.
خروجی را می‌توان برای تحلیل تأثیر عناصر بازاریابی بر ابعاد مختلف مورد استفاده قرار داد. سهم هر عنصر به عنوان درصدی از کل رسم شده سال به سال، نشانگر خوبی از چگونگی تغییر اثربخشی عناصر مختلف در طول سال است. تغییر سالانه سهم نیز با تجزیه و تحلیل ناشی از آن اندازه‌گیری می‌شود که نشان می‌دهد چند درصد از تغییر در کل فروش به هر یک از عناصر نسبت داده می‌شود. برای فعالیت‌هایی مانند تبلیغات تلویزیونی و تبلیغات تجاری، تجزیه و تحلیل پیچیده تری مانند اثربخشی را می‌توان انجام داد. این تجزیه و تحلیل سود افزایشی در فروش را به مدیر بازاریابی می‌گوید که می‌تواند با افزایش عنصر بازاریابی مربوطه به میزان یک واحد به دست آید. اگر اطلاعات دقیق خرج برای هر فعالیت در دسترس باشد، می‌توان ROI فعالیت بازاریابی را محاسبه کرد. این نه تنها برای گزارش اثربخشی تاریخی فعالیت مفید است، بلکه با شناسایی بیشترین و کم‌بازده‌ترین فعالیت‌های بازاریابی، به بهینه‌سازی بودجه بازاریابی نیز کمک می‌کند.
هنگامی که مدل نهایی آماده شد، نتایج حاصل از آن می‌تواند برای شبیه‌سازی سناریوهای بازاریابی برای تحلیل «چه می‌شود» استفاده شود. مدیران بازاریابی می‌توانند این بودجه بازاریابی را به نسبت‌های مختلف مجدداً تخصیص دهند و تأثیر مستقیم بر فروش / ارزش را ببینند. آن‌ها می‌توانند با تخصیص هزینه‌ها به فعالیت‌هایی که بالاترین بازده سرمایه‌گذاری را دارند، بودجه را بهینه کنند.
برخی از رویکردهای MMM دوست دارند چندین محصول یا برند را در یک مدل صنعتی یا دسته‌بندی با یکدیگر بگنجانند - که در آن روابط قیمت متقابل و سهم تبلیغات برای بازی جنگی مهم در نظر گرفته می‌شود.

### اجزاء
مدل‌های آمیخته بازاریابی کل فروش را به دو جزء تقسیم می‌کنند:
فروش پایه: تقاضای طبیعی برای محصول است که توسط عوامل اقتصادی مانند قیمت گذاری، روندهای بلندمدت، فصلی و همچنین عوامل کیفی مانند آگاهی از برند و وفاداری به برند هدایت می‌شود.
فروش افزایشی: فروش افزایشی جزء فروش است که توسط فعالیت‌های بازاریابی و تبلیغاتی هدایت می‌شود. این جزء می‌تواند به دلیل هر جزء بازاریابی مانند تبلیغات تلویزیونی یا تبلیغات رادیویی، تبلیغات چاپی (مجلات، روزنامه‌ها و غیره)، کوپن‌ها، پست مستقیم، اینترنت، تبلیغات ویژه یا نمایشی و کاهش موقت قیمت به فروش تجزیه شود. برخی از این فعالیت‌ها بازدهی کوتاه‌مدت دارند (کوپن‌ها، تبلیغات)، در حالی که برخی دیگر بازدهی طولانی‌مدت دارند (تلویزیون، رادیو، مجله/چاپ).
تحلیل‌های ترکیبی بازاریابی معمولاً با استفاده از مدل‌سازی رگرسیون خطی انجام می‌شوند. جلوه‌های غیرخطی و عقب‌افتاده با استفاده از تکنیک‌هایی مانند تبدیل تبلیغات تبلیغاتی گنجانده شده‌اند. خروجی معمولی چنین تحلیل‌هایی شامل تجزیه کل فروش سالانه به مشارکت‌های هر جزء بازاریابی (نمودار دایره مشارکت) است.

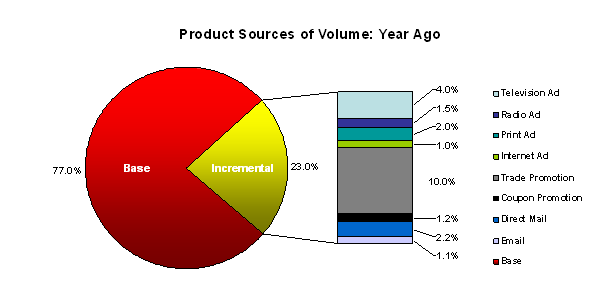
نمونه پای سهم و نمودار میله‌ای پشته‌ای برای یک محصول خیالی مربوط به یک سال پیش.

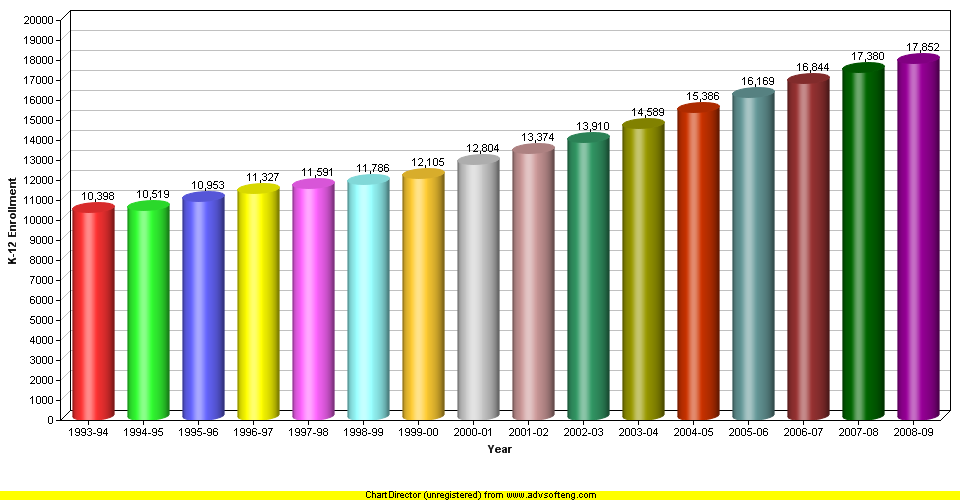
نمونه پای سهم و نمودار میله‌ای پشته‌ای برای یک محصول خیالی از سال جاری.
خروجی استاندارد دیگر تجزیه و تحلیل رشد و کاهش فروش سال به سال است.

### عناصر اندازه‌گیری شده در MMM

#### حجم پایه و افزایشی
تقسیم حجم فروش به پایه (حجمی که در غیاب هرگونه فعالیت بازاریابی ایجاد می‌شود) و افزایشی (حجم تولید شده توسط فعالیت‌های بازاریابی در کوتاه مدت) در طول زمان بینش‌هایی را به دست می‌دهد. پایه در دوره‌های طولانی‌تری رشد یا کاهش می‌یابد در حالی که فعالیت‌هایی که حجم افزایشی را در کوتاه‌مدت ایجاد می‌کنند نیز بر حجم پایه در بلندمدت تأثیر می‌گذارند. تنوع در حجم پایه، نشانگر خوبی از قدرت برند و وفاداری است که از کاربران خود می‌خواهد.

#### رسانه و تبلیغات
مدل‌سازی ترکیبی بازار می‌تواند تأثیر فروش تولید شده توسط رسانه‌های اجتماعی مانند تلویزیون، مجله و تبلیغات نمایشی آنلاین را تعیین کند. در برخی موارد می‌توان از آن برای تعیین تأثیر کمپین‌های تبلیغاتی اجتماعی یا حتی اجرای تبلیغات بر فروش استفاده کرد. به عنوان مثال، برای فعالیت تبلیغات تلویزیونی، می‌توان بررسی کرد که اجرای هر تبلیغ در بازار از نظر تأثیر آن بر حجم فروش چگونه بوده است. MMM همچنین می‌تواند اطلاعاتی در مورد همبستگی‌های تلویزیون در سطوح مختلف وزن رسانه ارائه کند، همان‌طور که با امتیازهای رتبه‌بندی ناخالص (GRP) در رابطه با پاسخ حجم فروش در یک چارچوب زمانی، خواه یک هفته یا یک ماه اندازه‌گیری می‌شود. همچنین می‌توان اطلاعاتی را در مورد حداقل سطح GRP (محدودیت آستانه) در یک هفته به دست آورد که برای تأثیرگذاری باید پخش شود و برعکس، سطح GRPهایی که در آن تأثیر بر حجم به حداکثر می‌رسد (محدودیت اشباع) و فعالیت بعدی هیچ بازدهی ندارد. در حالی که همه MMMها قادر به ارائه پاسخ‌های قطعی برای همه سؤالات نیستند، برخی از زمینه‌های اضافی که گاهی اوقات می‌توان در آنها بینش به دست آورد عبارتند از:
۱) اثربخشی ۱۵ ثانیه در مقابل اجرای ۳۰ ثانیه.
1. مقایسه در عملکرد تبلیغات در هنگام اجرا در ساعات پربیننده در مقابل روزهای غیر پربیننده.
2. مقایسه با تأثیر مستقیم و هاله ای فعالیت تلویزیون در محصولات یا برندهای فرعی مختلف.

نقش فعالیت تلویزیون مبتنی بر محصول جدید و فعالیت تلویزیون مبتنی بر ارزش سهام در رشد نام تجاری نیز قابل مقایسه است. GRPها به دسترسی تبدیل می‌شوند (یعنی GRPها بر فرکانس متوسط تقسیم می‌شوند تا درصد مردمی که واقعاً تبلیغات را تماشا می‌کنند). این معیار بهتری برای مدل‌سازی تلویزیون است.

#### پروموشن‌های تجاری
پروموشن‌های تجارت یک فعالیت کلیدی در هر طرح بازاریابی است. هدف آن افزایش فروش در کوتاه مدت با به‌کارگیری طرح‌های تبلیغاتی است که به‌طور مؤثر آگاهی مشتری را از تجارت و محصولات آن افزایش می‌دهد. پاسخ مصرف‌کنندگان به تبلیغات تجاری مستقیم نیست و موضوع بحث‌های زیادی است. مدل‌های غیر خطی برای شبیه‌سازی پاسخ وجود دارد. با استفاده از MMM می‌توانیم تأثیر ارتقاء تجارت در تولید حجم افزایشی را درک کنیم. تخمینی از حجم تولید شده در هر رویداد تبلیغاتی در هر یک از خرده فروشی‌های مختلف بر اساس منطقه امکان‌پذیر است. به این ترتیب می‌توانیم بیشترین و کم اثرترین کانال‌های تجاری را شناسایی کنیم. اگر اطلاعات خرج دقیق در دسترس باشد، می‌توانیم بازده سرمایه‌گذاری فعالیت‌های تجاری مختلف مانند هر روز با قیمت پایین، نمایش خارج از قفسه را مقایسه کنیم. ما می‌توانیم از این اطلاعات برای بهینه‌سازی طرح تجاری با انتخاب مؤثرترین کانال‌های تجاری و هدف قرار دادن مؤثرترین فعالیت تبلیغاتی استفاده کنیم.

#### قیمت گذاری
افزایش قیمت برند بر حجم فروش تأثیر منفی می‌گذارد. این اثر را می‌توان از طریق مدل‌سازی قیمت در MMM بدست آورد. این مدل کشش قیمتی نام تجاری را ارائه می‌دهد که درصد تغییر در فروش را برای هر درصد تغییر قیمت به ما می‌گوید. با استفاده از این، مدیر بازاریابی می‌تواند تأثیر یک تصمیم تغییر قیمت را ارزیابی کند.

#### توزیع
برای عنصر توزیع، می‌توانیم با تغییر تلاش‌های توزیع یا به عبارت دیگر، با هر درصد تغییر در عرض یا عمق توزیع، بدانیم حجم چگونه حرکت می‌کند. این را می‌توان به‌طور خاص برای هر کانال و حتی برای هر نوع خروجی برای فروش غیرمجاز شناسایی کرد. با توجه به این بینش‌ها، تلاش‌های توزیع را می‌توان برای هر کانال یا نوع فروشگاه اولویت‌بندی کرد تا حداکثر بهره را از آن به دست آورد. مطالعه اخیر روی یک برند لباسشویی نشان داد که حجم افزایشی از طریق ۱٪ حضور بیشتر در یک فروشگاه Kirana محله، ۱۸۰٪ بیشتر از آن است.

#### لانچ
هنگامی که یک محصول جدید راه اندازی می‌شود، تبلیغات و تبلیغات مرتبط معمولاً منجر به تولید حجم بالاتر از حد انتظار می‌شود. این حجم اضافی را نمی‌توان با استفاده از متغیرهای موجود به‌طور کامل در مدل ثبت کرد. اغلب از متغیرهای ویژه برای ثبت این اثر افزایشی پرتاب استفاده می‌شود. مشارکت ترکیبی این متغیرها و تلاش بازاریابی مرتبط با راه‌اندازی، سهم کل راه‌اندازی را نشان می‌دهد. راه اندازی‌های مختلف را می‌توان با محاسبه اثربخشی و ROI آنها مقایسه کرد.

#### رقابت
تأثیر رقابت بر فروش برند با ایجاد متغیرهای رقابتی بر این اساس به دست می‌آید. متغیرها از فعالیت‌های بازاریابی رقابت مانند تبلیغات تلویزیونی، تبلیغات تجاری، راه اندازی محصول و غیره ایجاد می‌شوند. کشش قیمت متقاطع و کشش تبلیغاتی متقابل را می‌توان برای طراحی پاسخ مناسب به تاکتیک‌های رقابت استفاده کرد. یک کمپین رقابتی موفق را می‌توان تجزیه و تحلیل کرد تا درس ارزشمندی برای برند خود بیاموزد.
تلویزیون و پخش: کاربرد MMM را می‌توان در رسانه‌های پخش نیز اعمال کرد. ممکن است پخش کنندگان بخواهند بدانند چه چیزی تعیین می‌کند که آیا یک مورد خاص حمایت مالی می‌شود یا خیر. این می‌تواند به ویژگی‌های ارائه دهنده، محتوا و زمان پخش برنامه بستگی داشته باشد؛ بنابراین، اینها متغیرهای مستقلی را در تلاش ما برای طراحی تابع فروش برنامه تشکیل می‌دهند. سالابی بودن برنامه تابعی از ویژگی‌های مجری، محتوای برنامه و زمان پخش برنامه است.

## تحصیل و یادگیری MMM
مطالعات MMM معمولی بینش‌های زیر را ارائه می‌دهد
مشارکت با فعالیت بازاریابی
بازگشت سرمایه با فعالیت بازاریابی
اثربخشی فعالیت بازاریابی
توزیع بهینه هزینه‌ها
یادگیری در مورد چگونگی اجرای بهتر هر فعالیت به عنوان مثال. GRP بهینه در هفته، توزیع بهینه بین ۱۵ و ۳۰ ثانیه، تبلیغات برای اجرا، آنچه SKUS در تبلیغات قرار دهد و غیره.

## همگام سازی MMM در صنعت
از اوایل دهه ۲۰۰۰، بسیاری از شرکت‌های بزرگ، به‌ویژه شرکت‌های کالاهای بسته‌بندی مصرفی، از MMM استفاده کردند. بخشی جدایی ناپذیر از برنامه‌ریزی بازاریابی آنها است. این نیز به دلیل در دسترس بودن شرکت‌های تخصصی که در حال حاضر خدمات MMM را ارائه می‌دهند، امکان‌پذیر شده است.
مدل‌های آمیخته بازاریابی در ابتدا در صنعت کالاهای بسته‌بندی مصرفی (CPG) محبوب‌تر بودند و به دلیل در دسترس بودن داده‌های سندیکایی در این صنایع، به سرعت به صنایع خرده‌فروشی و داروسازی گسترش یافتند. پیشگامانی که از آن در کاربردهای تجاری در مقیاس کامل استفاده کردند، آنالیز مدیریت بازاریابی (MMA) (1990) و گروه هادسون ریور (۱۹۸۹) بودند. بعدها، شرکت‌های داده Nielsen و IRI شروع به ترکیب MMM به عنوان بخشی از قراردادهای داده استاندارد خود کردند. منجر به این شد که این شرکت‌های اولیه به سایر شرکت‌های عمودی منشعب شوند. در دسترس بودن داده‌های سری زمانی برای مدل‌سازی قوی اثرات آمیخته بازاریابی بسیار مهم است و با مدیریت سیستماتیک داده‌های مشتری از طریق سیستم‌های CRM در سایر صنایع مانند صنایع مخابرات، خدمات مالی، خودروسازی و هتلداری به گسترش آن در این صنایع کمک کرد. علاوه بر این، در دسترس بودن داده‌های رقابتی و صنعتی از طریق منابع شخص ثالث مانند پنل مصرف‌کننده نهایی Forrester Research (خدمات مالی)، Polk Insights (Automotive) و Smith Travel Research (Hospitality)، کاربرد مدل‌سازی ترکیبی بازاریابی را در این صنایع افزایش داد. استفاده از مدل‌سازی آمیخته بازاریابی در این صنایع هنوز در مرحله نوپایی است و باید استانداردسازی زیادی به خصوص در این زمینه‌ها انجام شود:
- تفسیر فعالیت‌های تبلیغاتی در سراسر صنایع برای مثال. تبلیغات در CPG همان‌طور که در فروشگاه اتفاق می‌افتد، اثرات تأخیری ندارند، اما تبلیغات خودرو معمولاً از طریق اینترنت یا از طریق بازاریابی فروشنده انجام می‌شوند و می‌توانند تأخیر بیشتری در تأثیر خود داشته باشند. تبلیغات CPG معمولاً تخفیف‌های قیمت مطلق هستند، در حالی که تبلیغات خودرو می‌تواند بازپرداخت نقدی یا مشوق‌های وام باشد، و تبلیغات خدمات مالی معمولاً تخفیف‌های نرخ بهره هستند.
- بازاریابی صنعت گردشگری(hospitality marketing) دارای یک الگوی فصلی بسیار سنگین است و اکثر مدل‌های آمیخته بازاریابی تمایل دارند اثربخشی بازاریابی را با فصلی بودن اشتباه بگیرند، بنابراین بازده بازاریابی را بیش از حد یا دست کم برآورد می‌کنند. مدل‌های مقطعی سری زمانی مانند «رگرسیون تلفیقی» باید مورد استفاده قرار گیرند، که حجم نمونه و تنوع را افزایش می‌دهد و بنابراین جدایی قوی از اثرات بازاریابی خالص از فصلی ایجاد می‌کند.
- تولیدکنندگان خودرو مقدار قابل توجهی از بودجه بازاریابی خود را صرف تبلیغات فروشنده می‌کنند، که اگر در سطح مناسبی از تجمیع مدل‌سازی نشود، ممکن است به‌طور دقیق قابل اندازه‌گیری نباشد. اگر در سطح ملی یا حتی سطح بازار یا DMA مدل‌سازی شود، این اثرات ممکن است در سوگیری تجمع از بین بروند. از سوی دیگر، پایین آمدن به سطح فروشنده ممکن است اثربخشی بازاریابی را بیش از حد تخمین بزند، زیرا تغییر مصرف‌کننده بین فروشندگان در همان منطقه را نادیده می‌گیرد. رویکرد صحیح، هرچند دقیق، این است که تعیین کنیم چه فروشنده‌هایی را در گروه‌های مشترک «افزودنی» بر اساس «مناطق تجاری» همپوشانی که توسط کد پستی مصرف‌کننده و اطلاعات خرید متقابل تعیین می‌شود، ترکیب کنند. حداقل «مناطق فروش مشترک» را می‌توان با خوشه بندی فروشندگان بر اساس فاصله جغرافیایی بین فروشندگان و سهم فروش شهرستان تعیین کرد. مدل‌های آمیخته بازاریابی که با «تجمیع» فروش ماهانه برای این خوشه‌های فروشندگان ساخته شده‌اند، به‌طور مؤثر برای اندازه‌گیری تأثیر تبلیغات فروشنده به‌طور مؤثر مورد استفاده قرار خواهند گرفت.

## ظهور مدل‌سازی ترکیبی بازاریابی بیزی
چشم‌انداز تجزیه و تحلیل بازاریابی به‌طور اساسی با ظهور مدل‌سازی ترکیبی بازاریابی بیزی (MMM) تغییر شکل داده است، که از یک رویکرد احتمالی برای مدیریت بهتر عدم قطعیت و ادغام داده‌های تاریخی در تجزیه و تحلیل فعلی استفاده می‌کند. این روش تضاد مشخصی را با روش‌های متداول سنتی ارائه می‌دهد و به بازاریابان دیدگاه دقیق‌تری از رفتار مصرف‌کننده و اثربخشی تلاش‌های بازاریابی ارائه می‌دهد.

### مشارکت‌های منبع باز
پذیرش گسترده رویکردهای بیزی برای MMM به‌طور قابل توجهی توسط ابتکارات منبع باز انجام شده است. ابزارهای قابل توجهی مانند PyMC-Marketing و LightweightMMM هستند که دسترسی به تجزیه و تحلیل پیشرفته را دموکراتیک کرده‌اند. این پلتفرم‌ها تکنیک‌های پیچیده‌ای مانند تبدیل‌های adstock و مدل‌سازی اثرات اشباع را که در بهینه‌سازی بودجه‌ها و استراتژی‌های بازاریابی حیاتی هستند، امکان‌پذیر می‌سازد.

### نوآوری در MMM بیزی
MMM بیزی با چندین نوآوری کلیدی مشخص می‌شود:
- Adstock Transformation: این ویژگی تأثیر طولانی و تجمعی تبلیغات را به تصویر می‌کشد و بازاریابان را قادر می‌سازد تا زمان‌بندی و اثربخشی کمپین را به دقت تنظیم کنند.
- اثرات اشباع: MMM بیزی به شناسایی نقطه کاهش بازده سرمایه‌گذاری‌های بازاریابی کمک می‌کند، که برای تخصیص کارآمد بودجه بسیار مهم است.
- تخصیص بودجه: با شبیه‌سازی سناریوهای مختلف بازاریابی، کسب‌وکارها می‌توانند از MMM بیزی استفاده کنند تا هزینه‌های خود را به سمت تأثیرگذارترین کانال‌ها هدایت کنند، با استفاده از یک چارچوب احتمالی که عدم قطعیت در بهینه‌سازی را در بر می‌گیرد.

### چالش‌ها و فرصت‌ها
MMM بیزی، در حالی که محبوبیت آن در حال افزایش است، چالش‌های خاصی را به همراه دارد، به ویژه نیاز به درک عمیق آمار بیزی و نیازهای محاسباتی که برای سازمان‌ها ایجاد می‌کند. با این حال، ماهیت منبع باز ابزارهایی مانند PyMC-Marketing به کاهش این موانع با تقویت یک جامعه حمایتی و به اشتراک گذاری منابع کمک می‌کند.
در اینجا چند چالش دیگر وجود دارد که باید در نظر بگیرید:
- محدودیت‌های داده
- حجم محدود داده
- متغیرهای ورودی همبسته
- محدوده محدود داده
- سوگیری انتخاب
- هدف گذاری تبلیغات
- فصلی بودن
- جلوه‌های قیفی
- انتخاب مدل و عدم قطعیت

در مقابل، فرصت‌هایی برای بهبود قابلیت اطمینان MMM وجود دارد:
- داده‌های بهتر
- مدل‌های بهتر
- ارزیابی مدل

### تأثیرات بر تجزیه و تحلیل بازاریابی
بیزی MMM به‌طور قابل توجهی بر تجزیه و تحلیل بازاریابی با امکان درک عمیق‌تر از کارایی و اثربخشی بازاریابی تأثیر گذاشته است. این به سرعت به عنوان یک استاندارد طلایی برای سازمان‌های داده محور شناخته می‌شود. با پیشرفت‌های مداوم در فن‌آوری‌های محاسباتی و روش‌های جمع‌آوری داده‌های پیشرفته، انتظار می‌رود مدل‌های بیزی حتی بیشتر به تجزیه و تحلیل بازاریابی تبدیل شوند.
با ترکیب این عناصر، MMM بیزی به عنوان یک نیروی دگرگون کننده در تحلیل‌های بازاریابی به تکامل خود ادامه می‌دهد، و کسب و کارها را با سطوح بی‌سابقه ای از وضوح و آینده نگری در سرمایه‌گذاری‌های بازاریابی خود ارائه می‌دهد.

## محدودیت‌ها
در حالی که مدل‌های آمیخته بازاریابی اطلاعات بسیار مفیدی را ارائه می‌دهند، دو حوزه کلیدی وجود دارد که این مدل‌ها دارای محدودیت‌هایی هستند که باید توسط همه کسانی که از این مدل‌ها برای اهداف تصمیم‌گیری استفاده می‌کنند در نظر گرفته شوند. این محدودیت‌ها که در زیر به‌طور کامل مورد بحث قرار می‌گیرند، عبارتند از:
1. تمرکز بر فروش کوتاه مدت می‌تواند به‌طور قابل توجهی اهمیت فعالیت‌های بلندمدت ایجاد سهم را کم ارزش کند.
2. هنگامی که برای بهینه‌سازی ترکیب رسانه‌ها استفاده می‌شود، این مدل‌ها سوگیری آشکاری به نفع رسانه‌های خاص (مانند تبلیغات تلویزیونی) در مقابل رسانه‌های مختص زمان کمتر (مانند تبلیغاتی که در مجلات ماهانه ظاهر می‌شوند) دارند. سوگیری‌ها همچنین می‌توانند هنگام مقایسه رسانه‌های گسترده با رسانه‌های هدفمند منطقه ای یا جمعیتی رخ دهند.

در رابطه با سوگیری علیه فعالیت‌های ایجاد سهم، بودجه‌های بازاریابی بهینه‌شده با استفاده از مدل‌های آمیخته بازاریابی ممکن است بیش از حد به سمت کارایی گرایش داشته باشند، زیرا مدل‌های آمیخته بازاریابی تنها اثرات کوتاه‌مدت بازاریابی را اندازه‌گیری می‌کنند. اثرات بلندمدت بازاریابی در ارزش ویژه برند آن منعکس می‌شود. تأثیر مخارج بازاریابی بر [ارزش ویژه برند] معمولاً توسط مدل‌های آمیخته بازاریابی درک نمی‌شود. یک دلیل این است که مدت زمان طولانی‌تری که بازاریابی برای تأثیرگذاری بر ادراک برند طول می‌کشد فراتر از تأثیر همزمان یا در بهترین حالت هفته‌های آینده بازاریابی بر فروش است که این مدل‌ها اندازه‌گیری می‌کنند. دلیل دیگر این است که نوسانات موقتی در فروش به دلیل شرایط اقتصادی و اجتماعی لزوماً به این معنا نیست که بازاریابی در ایجاد ارزش ویژه برند بی‌اثر بوده است. برعکس، ممکن است در کوتاه مدت فروش و سهم بازار بدتر شود، اما ارزش ویژه برند در واقع می‌تواند بالاتر باشد. این ارزش ویژه باید در دراز مدت به برند کمک کند فروش و سهم بازار را بازیابی کند.
علاوه بر این، بیشتر رویکردها به مدل‌های آمیخته بازاریابی سعی می‌کنند همه فعالیت‌های بازاریابی را در سطح ملی یا منطقه‌ای در مجموع دربر گیرند، اما تا جایی که تاکتیک‌های مختلف برای گروه‌های مصرف‌کننده جمعیتی مختلف هدف قرار می‌گیرند، ممکن است تأثیر آنها از بین برود. به عنوان مثال، حمایت مالی Mountain Dew از NASCAR ممکن است برای طرفداران NASCAR، که ممکن است شامل چندین گروه سنی باشد، هدف قرار گیرد، اما تبلیغات Mountain Dew در وبلاگ‌های بازی ممکن است برای جمعیت نسل Y هدف قرار گیرد. هر دوی این تاکتیک‌ها ممکن است در گروه‌های جمعیتی مربوطه بسیار مؤثر باشند، اما وقتی در یک مدل آمیخته بازاریابی ملی یا منطقه‌ای در مجموع گنجانده شوند، ممکن است ناکارآمد ظاهر شوند.
سوگیری تجمیع، همراه با مسائل مربوط به تغییرات در ماهیت زمانی خاص رسانه‌های مختلف، زمانی که این مدل‌ها به روش‌هایی فراتر از مدل‌هایی که در ابتدا برای آن طراحی شده‌اند استفاده می‌شوند، مشکلات جدی ایجاد می‌کنند. از آنجایی که رسانه‌ها حتی پراکنده تر می‌شوند، اگر از مدل‌های آمیخته بازاریابی برای قضاوت در مورد اثربخشی نسبی رسانه‌ها و تاکتیک‌های مختلف استفاده شود، بسیار مهم است که این مسائل در نظر گرفته شوند.
مدل‌های آمیخته بازاریابی از عملکرد تاریخی برای ارزیابی عملکرد بازاریابی استفاده می‌کنند و بنابراین ابزار مؤثری برای مدیریت سرمایه‌گذاری‌های بازاریابی برای محصولات جدید نیستند. این به این دلیل است که تاریخچه نسبتاً کوتاه محصولات جدید نتایج آمیخته بازاریابی را ناپایدار می‌کند. همچنین ارتباط بین بازاریابی و فروش ممکن است در دوره‌های راه اندازی و پایدار به‌طور اساسی متفاوت باشد. به عنوان مثال، عملکرد اولیه Coke Zero واقعاً ضعیف بود و کشش تبلیغاتی پایینی را نشان داد. با وجود این، کوکاکولا با یک استراتژی بهبودیافته هزینه‌های رسانه ای خود را افزایش داد و عملکرد خود را به‌طور اساسی بهبود بخشید که منجر به اثربخشی تبلیغات می‌شود که احتمالاً چندین برابر اثربخشی در طول دوره راه اندازی است. یک مدل آمیخته بازاریابی معمولی کاهش هزینه‌های رسانه‌ای را توصیه می‌کند و در عوض به تخفیف‌های سنگین قیمت متوسل می‌شود.

## پیوند
آمیخته بازاریابی